# Juopulinjärvi
Juopulinjärvi är en sjö i Finland. Den ligger i kommunen Uleåborg i landskapet Norra Österbotten, i den centrala delen av landet, 500 km norr om huvudstaden Helsingfors. Juopulinjärvi ligger 75,7 meter över havet. Arean är 1,35 kvadratkilometer och strandlinjen är 16 kilometer lång. Sjön  ingår i Kiminge älvs huvudavrinningsområde. 